# Francisco Fernandes
Der Fidalgo Francisco Fernandes (* auf Solor; † unbekannt) war ein Topasse, der in portugiesischen Diensten stand.
Von 1634 bis 1642 war Fernandes portugiesischer Kommandant der Festung auf Solor, nachdem im April 1630 die Dominikaner sie übernahmen, als sie von den Niederländern aufgegeben wurde. Die zerstörte Festung wurde wieder aufgebaut und mit 15 Kanonen bestückt. Ein holländischer Angriff unter Kapitän Tombergen wurde am 18. Juni 1636 erfolgreich abgewehrt, die Festung aber dann noch im selben Jahr von den Dominikanern wieder aufgegeben.
Am 26. Mai 1641 besiegte Fernandes eine Streitmacht des Liurais von Wehale, dem dominierenden Reich Timors, an der Grenze zum mit Portugal verbündeten Mena. Um die christianisierten Herrscher der Küstenregion vor weiteren Angriffen zu schützen, führte Fernandes 90 Musketiere und zahlreiche timoresische Krieger von Nord nach Süd quer über die Insel und zerstörte dabei die Vormacht der timoresischen Reiche Sonba’i und Wehale. Die vorangegangene Christianisierung unterstützte die Portugiesen bei ihrem schnellen und brutalen Sieg, da ihr Einfluss auf die Timoresen den Widerstand bereits geschwächt hatte. Fernandes zog zunächst durch das Gebiet von Sonba’i und eroberte bis 1642 das Königreich Wehale, das als religiöses und politisches Zentrum der Insel galt. Dem folgte der Übertritt mehrerer Herrscher in Westtimor zum Christentum und deren Schwur zur Loyalität zur portugiesischen Krone. Fernandes legte damit die Grundlage für die portugiesische Herrschaft über den Westen der Insel, die aber schon bald darauf nur noch nominell bestand, da Topasse, die von Flores und Solor aus einwanderten, die eigentliche Kontrolle übernahmen.